# Bandeira de Iaroslavl
A Bandeira de Iaroslavl é um dos símbolos oficiais do Oblast de Iaroslavl, uma subdivisão da Federação russa. Foi aprovada em 27 de fevereiro de 2001.

## Descrição
Seu desenho consiste em um retângulo de proporção largura-comprimento de 2:3 na cor ouro. No centro há o desenho de um urso-pardo segurando sobre o ombro esquerdo um machado em prata que, além de ser o principal elemento do brasão de armas do óblast, é historicamente considerado um símbolo da região, bem como da Rússia.